# Fredrika
Fredrika is een plaats in de gemeente Åsele in het landschap Lapland en de provincie Västerbottens län in Zweden. De plaats heeft 284 inwoners (2005) en een oppervlakte van 118 hectare. De plaats ligt 56 kilometer ten oosten van de plaats Åsele en ongeveer 110 kilometer ten westen van de stad Umeå. De plaats grenst aan het meer Viskasjön. Het zou bekendheid kunnen krijgen vanwege een kleine Bhoeddhistische gemeenschap die reeds 6 jaar van plan is een Bhoeddhistische Temple te bouwen.

## Verkeer en vervoer
Bij de plaats lopen de Riksväg 92 en Länsväg 352.